# SN 1997br
SN 1997br – supernowa typu Ia-pec odkryta 20 kwietnia 1997 roku w galaktyce E576-G40. Jej maksymalna jasność wynosiła 14,06m.